# Vologesia

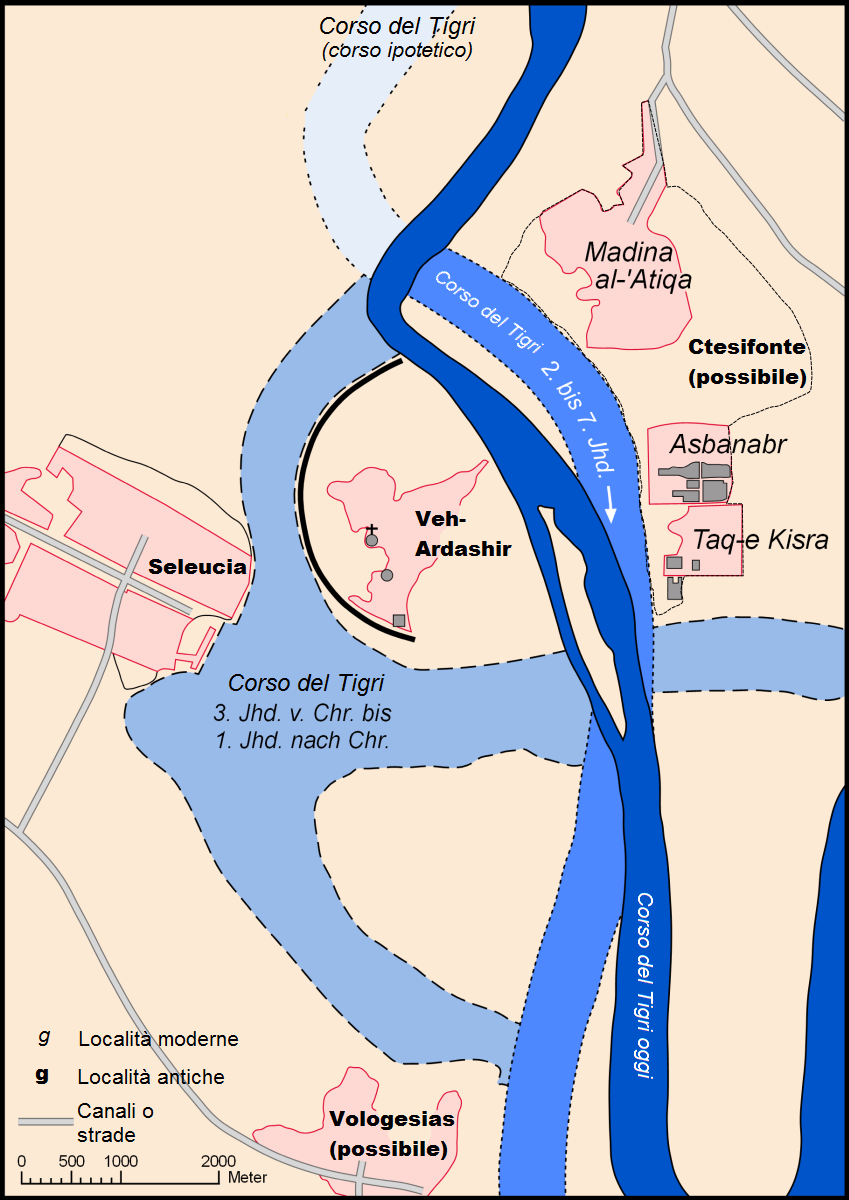
Mappa di Seleucia, Ctesifonte e Vologesia

Vologesia (in greco: Οὐολγεσία ) fu una città dell'impero dei Parti, fondata dal re arsacide Vologase I.
Sorge immediatamente a sud di Seleucia, sul fiume Tigri.
Plinio il Vecchio la citò con il nome di Vologesocerta, in cui la parte finale del nome significa "città di".

## Descrizione
Le rovine molto estese e ancora visibili, lungo il Tigri, sono quelle di Seleucia, Ctesifonte e Vologesia. 
A Vologesia sorgeva il santuario dell'imperatore romano Adriano (24 gennaio 76 - 10 luglio 138), che, dopo i disordini alle frontiere lungo l'Eufrate, aveva instaurato e mantenuto la pace tra l'Impero romano e quello partico.